# Saint-Géraud
Saint-Géraud ist eine französische Gemeinde mit 86 Einwohnern (Stand 1. Januar 2022) im Département Lot-et-Garonne in der Region Nouvelle-Aquitaine.

## Bevölkerungsentwicklung
| Jahr      | 1962 | 1968 | 1975 | 1982 | 1990 | 1999 | 2006 | 2011 | 2016 |
| Einwohner | 128  | 101  | 86   | 73   | 63   | 66   | 67   | 84   | 91   |

## Sehenswürdigkeiten
- Kirche Saint-Géraud, 12. Jahrhundert

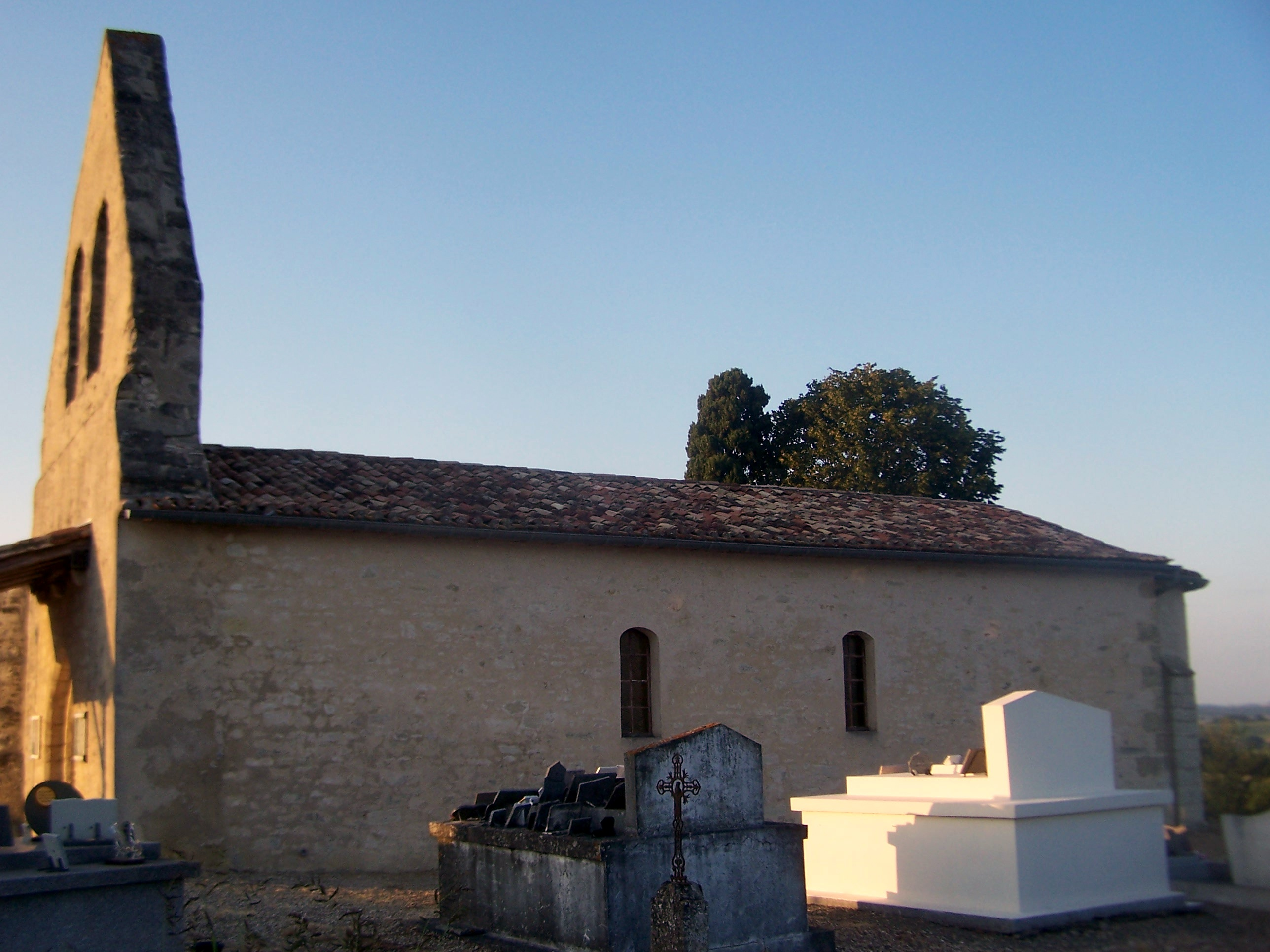
Kirche Saint-Géraud

## Wirtschaft
Saint-Géraud liegt im Weinbaugebiet Côtes du Marmandais.